# گالشپاخ
گالشپاخ (به آلمانی: Gallspach) یک منطقهٔ مسکونی در اتریش است که در ناحیه گرایسکیرچن واقع شده‌است. گالشپاخ ۶٫۱۸ کیلومتر مربع مساحت دارد ۳۶۵ متر بالاتر از سطح دریا واقع شده‌است.